# Đại học Newcastle (Úc)
hay Đại học Newcastle (tiếng Anh: The University of Newcastle, thường gọi là UoN) là một trường đại học công lập tại thành phố Newcastle, tiểu bang New South Wales, nước Úc.
Đại học Newcastle được thành lập năm 1965. Cơ sở chính của trường tọa lạc tại Callaghan, một khu vực dưới sự quản lý của thành phố Newcastle. Trường cũng có các cơ sở tại Ourimbah, Port Macquarie, Singapore và các quận thương mại trung tâm của Newcastle và Sydney.
Đại học Newcastle nổi tiếng với Hệ thống học tập dựa trên giải quyết vấn đề được Khoa Y của trường đưa vào sử dụng trong chương trình đào tạo Cử nhân ngành Dược. Hệ thống này sau đó được áp dụng bắt buộc trên toàn nước Úc bởi Hội đồng Y học Úc. Đại học Newcastle cũng là trường đã đưa vào áp dụng Bài kiểm tra đầu vào chương trình đào tạo Cử nhân ngành Dược và Khoa học Sức khỏe (UMAT) đầu những năm 1990. Bài thi UMAT ngày nay được sử dụng rộng rãi tại nhiều cơ sở giáo dục có đào tạo ngành dược trên khắp nước Úc như một tiêu chuẩn tuyển chọn bổ sung.
Đại học Newcastle là thành viên của Hiệp hội các trường đại học Úc và Hiệp hội các trường đại học đào tạo kinh doanh Úc.
Năm 2015, Times Higher Education xếp Đại học Newcastle hạng 2 tại Úc và hạng 19 toàn cầu các trường đại học trẻ tốt nhất thế giới, vốn xếp hạng các trường đại học có tuổi đời dưới 50 năm.

## Lịch sử
Tiền thân Đại học Newcastle là Trường Cao đẳng Sư phạm Newcastle (thành lập năm 1949) và Trường Cao đẳng cộng đồng Newcastle (NUC, thành lập năm 1951). NUC vốn là một cơ sở của Đại học Bách khoa New South Wales (nay là Đại học New South Wales) và tọa lạc cùng địa điểm với Trường Cao đẳng kỹ thuật Newcastle tại Tighes Hill. Vào thời điểm thành lập, NUC chỉ có năm sinh viên học toàn thời gian và chỉ đào tạo các ngành kỹ sư, toán học và khoa học. Trong suốt những năm 1950 và 1960, người dân thành phố Newcastle vận động không ngừng để biến NUC thành một trường đại học độc lập. Các cuộc vận động này cuối cùng đã dẫn đến quyết định thành lập một trường đại học độc lập tự chủ mang tính lịch sử vào ngày 1 tháng 1 năm 1965 bởi thống đốc bang tuân theo đạo luật mang tên Luật Đại học Newcastle năm 1964 (NSW). Trường đại học non trẻ lúc này đã được College of Arms ở Luân Đôn ban cho huy hiệu, biểu trưng đánh dấu sự độc lập của một cơ sở giáo dục mới. Năm 1966, trường chuyển sang địa điểm mới trong một khu vực chưa được phát triển ở Shortland. Với số lượng sinh viên ngày càng tăng, trường đã xây dựng và mở rộng cơ sở vật chất khu Shortland, biến nó thành cơ sở Callaghan, đặt theo tên của Sir Bede Callaghan, thành viên sáng lập của trường và hiệu trưởng của trường từ 1977 đến 1988.
Sinh viên của trường ngày nay tổ chức Ngày tự chủ vào ngày 1 tháng 7 hàng năm.
Năm 1989, theo chính sách cải tổ các trường đại học mới do Bộ trưởng giáo dục của Công đảng Úc John Dawkins khởi xướng, Viện sau đại học vùng Hunter sáp nhập vào Đại học Newcastle. Trường Cao đẳng sư phạm Newcastle vốn trước đây được thành lập năm 1949 và sau đó được đổi tên thành Trường Cao đẳng giáo dục Newcastle và cuối cùng là Viện sau đại học vùng Hunter với lý do trường này đã mở rộng đa ngành trong đào tạo. Từ khởi nguồn chỉ đào tạo sư phạm, trường đào tạo thêm các ngành y tá, các chuyên ngành liên quan đến chăm sóc y tế, kinh doanh và nghệ thuật. Viện Hunter tọa lạc tại vị trí kề bên Callaghan nên việc sáp nhập này đã giúp trường nới rộng thêm gần 140 ha. Cũng với chính sách cải tổ của Dawkins, Đại học Newcastle đã sáp nhập cả phân viện Newcastle của Học viện âm nhạc tiểu bang New South Wales vào trường. Phân viện này hiện nằm tại khu thương mại trung tâm của thành phố Newcastle.
Năm 1998, trường thiết lập quan hệ đối tác với Học viện Wira, một trường đào tạo kinh doanh tư của Malaysia. Năm 2002, Ian Firms, một giảng viên của trường, quyết định đánh rớt hàng loạt sinh viên từ Wira vì gian lận học thuật. Tuy nhiên, hành động này đã bị hội đồng trường bác bỏ và ông được yêu cầu rời trường. Ông đã kháng nghị quyết định này với Ủy ban chống tham nhũng độc lập của bang New South Wales. Từ đây, kết quả điều tra đã dẫn đến cáo buộc tội tham nhũng đối với tiến sĩ Paul Ryder, tội thiếu trách nhiệm gây hậu quả nghiêm trọng với hiệu trưởng Roger Holmes và phó hiệu trưởng, giáo sư Brian English.
Năm 2003, Đại học Newcastle cùng năm trường đại học khác là Đại học Macquarie, La Trobe, Flinders, Griffifth và Murdoch thành lập Hiệp hội các trường đại học nghiên cứu sáng tạo Úc (IRUA).
Bốn mươi năm sau ngày giành quyền tự chủ, Đại học Newcastle trở thành đại học danh tiếng với nhiều vị trí cao trong các bảng xếp hạng. Trường xếp vị trí 10 tới 14 trong 38 trường đại học Úc theo bảng xếp hạng Đại học Giao thông Thượng Hải và xếp thứ 257 trong bảng xếp hạng chất lượng các trường đại học trên thế giới năm 2014/2015.
Trường sử dụng biểu trưng mới từ ngày 31 tháng 3 năm 2007, một phần trong kế hoạch phát triển chiến lược mới của trường.
Vào ngày 11 tháng 5 năm 2007, trường khai trương cơ sở mới ở Singapore tại PSB Academy.